# Mercedes-Benz Citaro

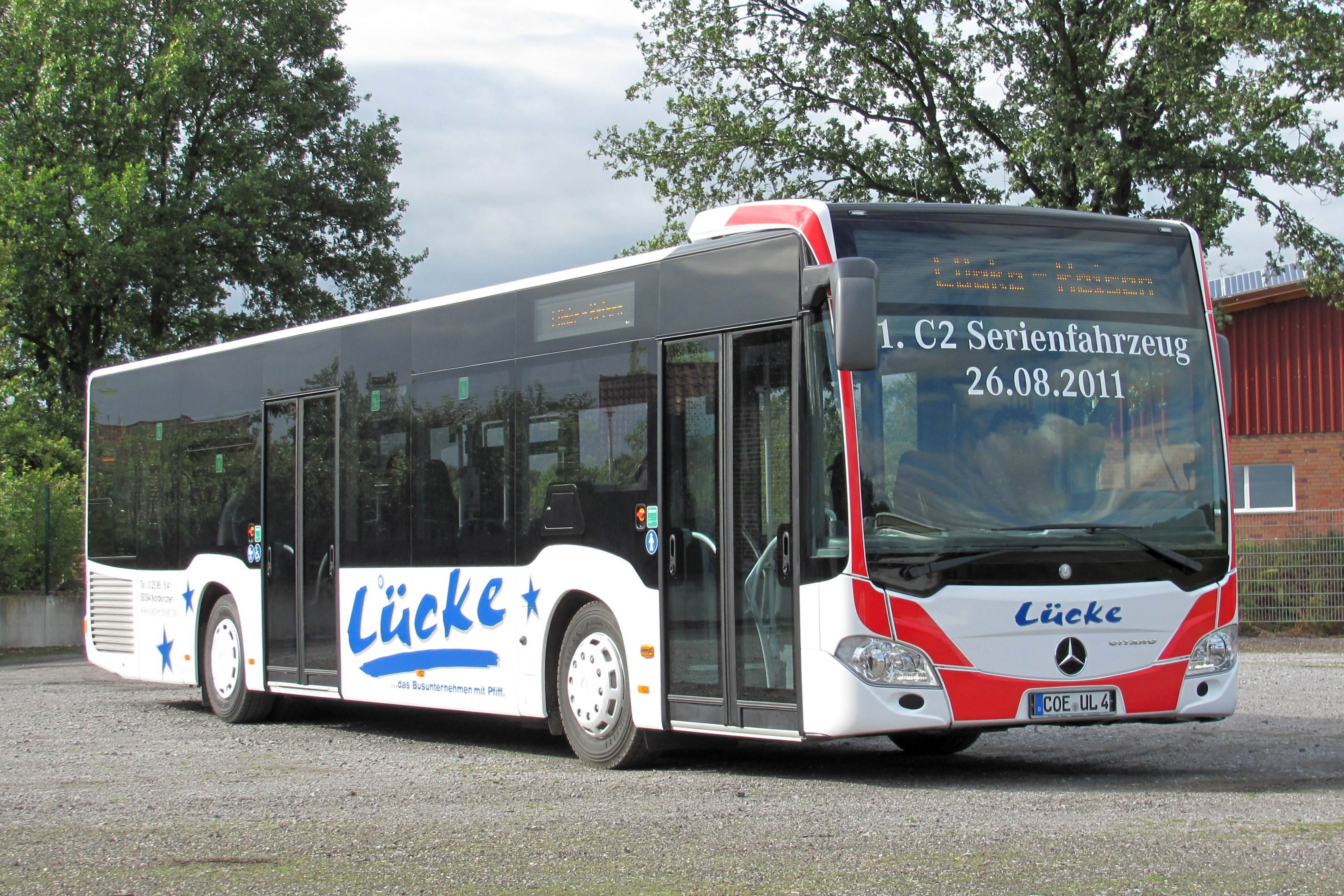
Mercedes-Benz Citaro C2 (з 2011)

Mercedes-Benz Citaro (заводський індекс O530) — серія міських і приміських автобусів компанії Mercedes-Benz, що прийшли на заміну Mercedes-Benz O 405 в 1997 році. Автобуси Mercedes-Benz Citaro отримали титул автобус 2007 і 2013 року.

## Перше покоління

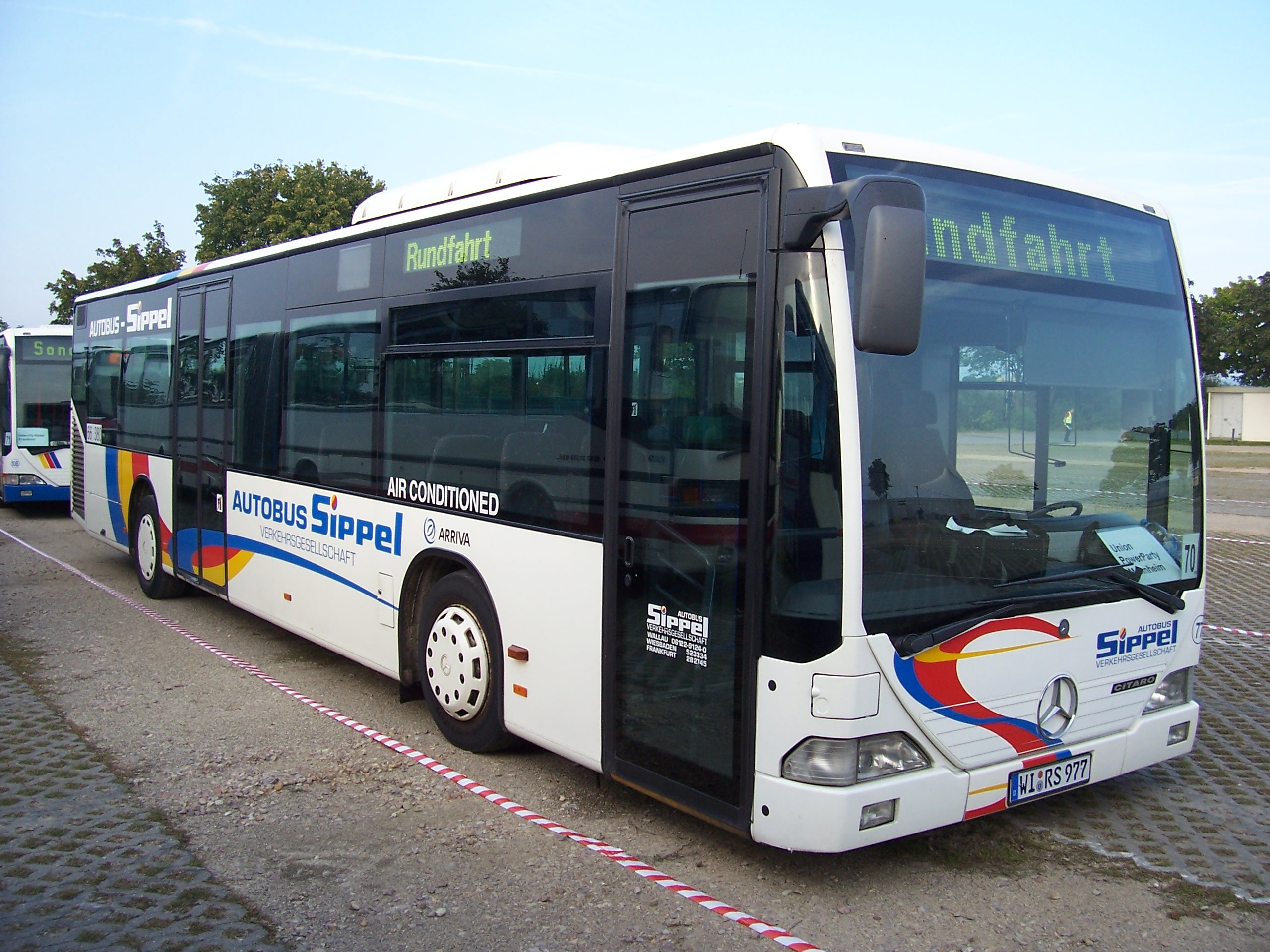
Mercedes-Benz Citaro (1997-2006)

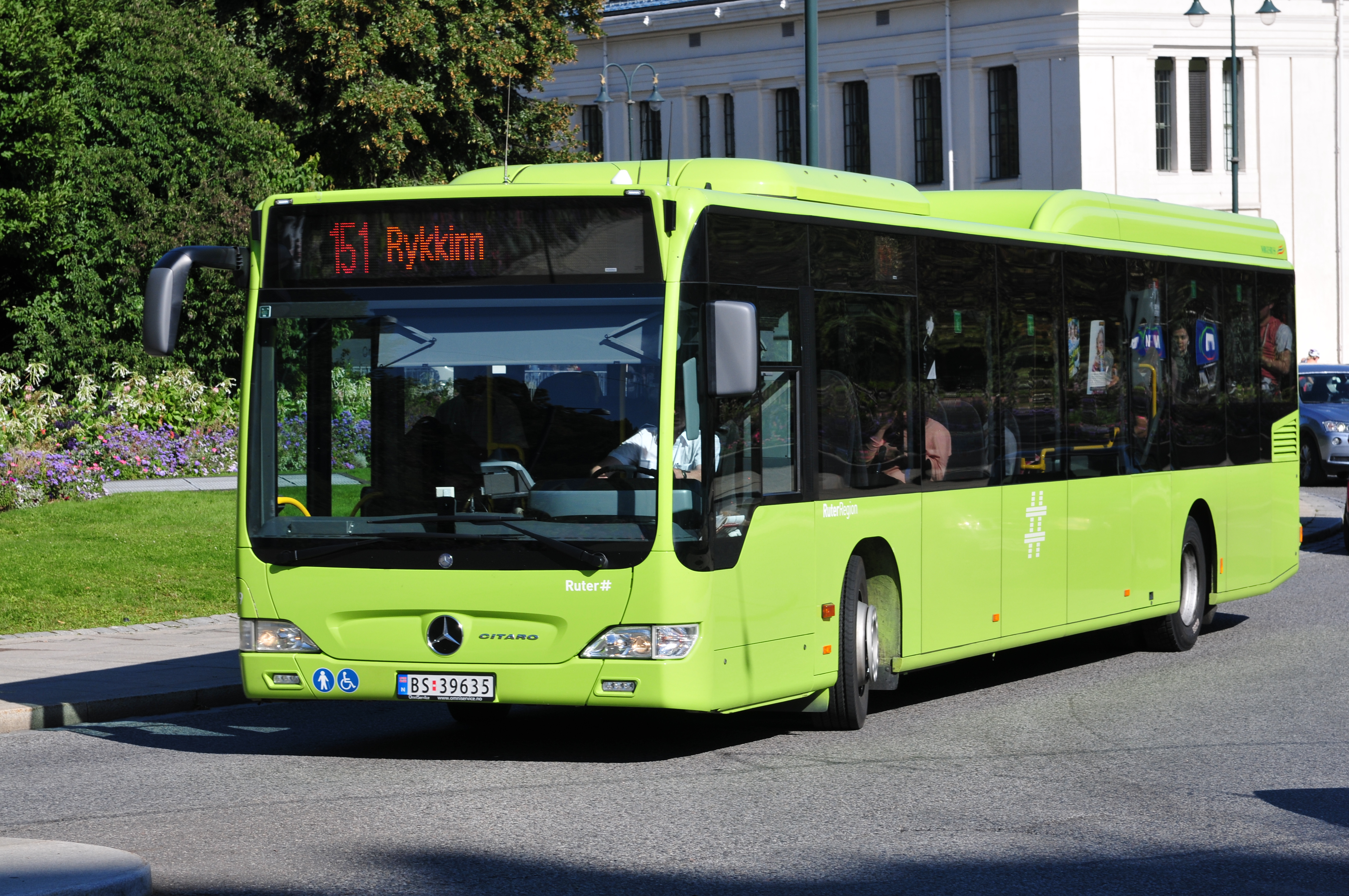
Mercedes-Benz Citaro (2006-2011)

Міські моделі низькопідлогові, з висотою підлоги над дорогою 320–340 мм, однаковою по всьому салону, за рахунок зміщення моторного відсіку з вертикальним двигуном у лівий кут задньої площадки, а також застосування портального заднього моста.
В 2006 році сімейство оновили.

### Моделі
Сімейство Citaro (O530) включає двовісні моделі соло (C-міський  [Архівовано 9 червня 2017 у Wayback Machine.], U і MU-приміські), тривісний 15-метровий Citaro L і зчленовану модель G  [Архівовано 9 червня 2017 у Wayback Machine.], а також новий 13,1-метровий приміський Citaro MU.

#### Міські модифікації
- O530 - великого класу; одиночний; з горизонтальним або вертикальним дизельним двигуном; в дво- і трьодверному виконанні (а також однодверному в країнах з лівостороннім рухом).
- O530 CNG - великого класу; одиночний; з газовим двигуном; в дводверному виконанні.
- O530 FuelCell Hybrid - великого класу; одиночний; гібридний; в тридверному виконанні.
- O530 G - особливо великого класу; зчленований; з горизонтальним або вертикальним дизельним двигуном; в трьох- і чотиридверному виконанні (а також з двома дверима в країнах з лівостороннім рухом).
- O530 G CNG - особливо великого класу; зчленований; з газовим двигуном; в тридверному виконанні.
- O530 G BlueTec Hybrid - особливо великого класу; зчленований; гібридний; в трьох- і чотиридверному виконанні.
- O530 GL - над великого класу; зчленований з подовженим причепом; в трьох- і чотиридверному виконанні.
- O530 GL II - над великого класу; зчленований з подовженим причепом; в чотирьох- і п'ятидверному виконанні (рестайлінг Metro).
- O530 K - середнього класу; дизельний двигун під підлогою в задній частині кузова; в дво- і тридверному виконанні.
- O530 L - особливо великого класу; подовжений одиночний; в дво- і тридверному виконанні.
- O530 LE - великого класу; одиночний; низький вхід; в дво- і тридверному виконанні.

#### Приміські модифікації
- O530 GÜ - особливо великого класу; зчленований; в трьох- і чотиридверному виконанні;
- O530 LE GÜ - великого класу; одиночний; низький вхід (по середній частині); в дво- і тридверному виконанні (а також однодверний в країнах з лівостороннім рухом).
- O530 LE Ü - великого класу; одиночний; низький вхід; в дво- і тридверному виконанні.
- O530 LÜ - особливо великого класу; подовжений одиночний; в дво- і тридверному виконанні.
- O530 MÜ - великого класу; одиночний; в дво- і тридверному виконанні.
- O530 Ü - великого класу; одиночний; в дво- і тридверному виконанні.

## Друге покоління

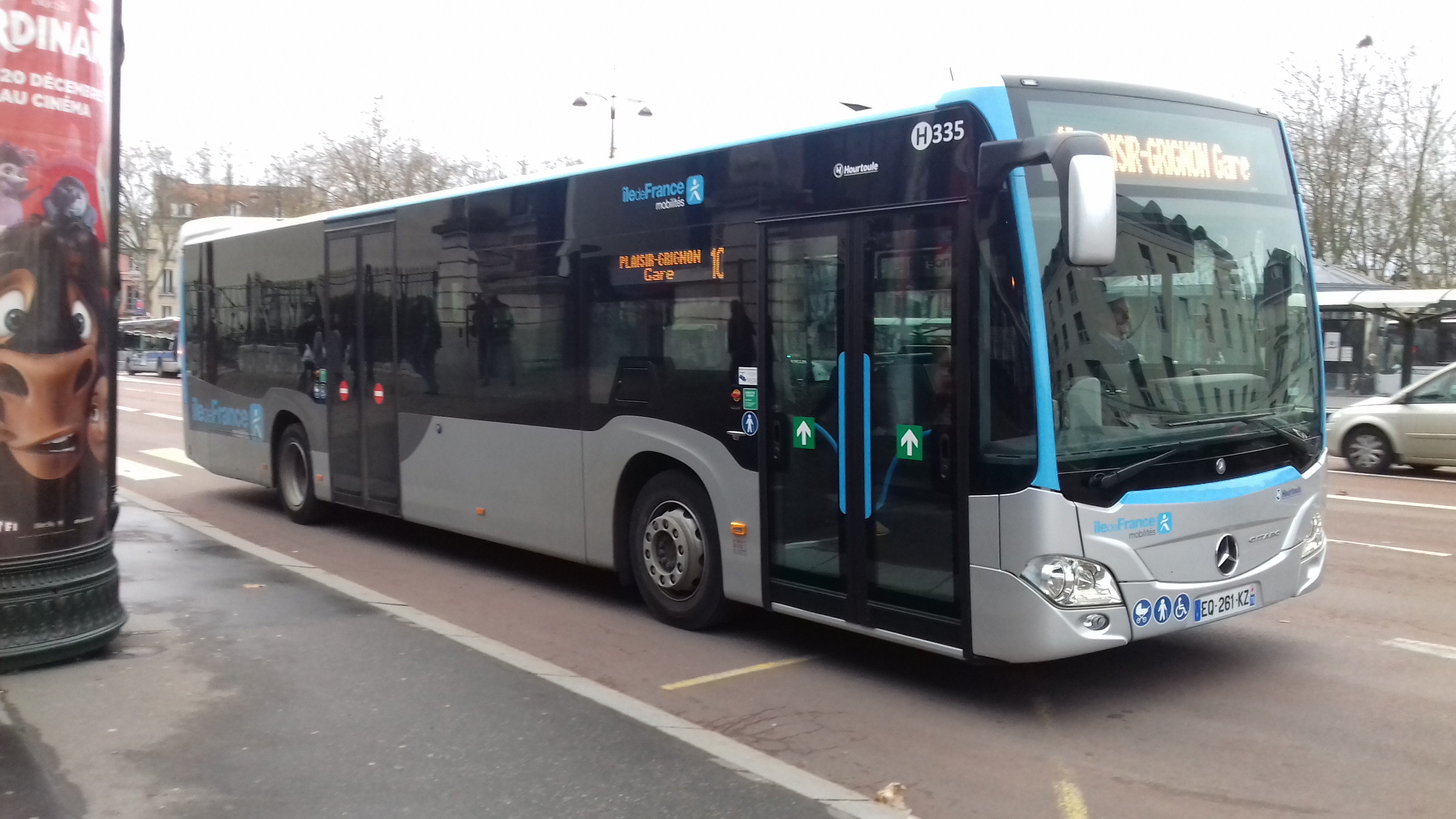
Mercedes-Benz Citaro C2

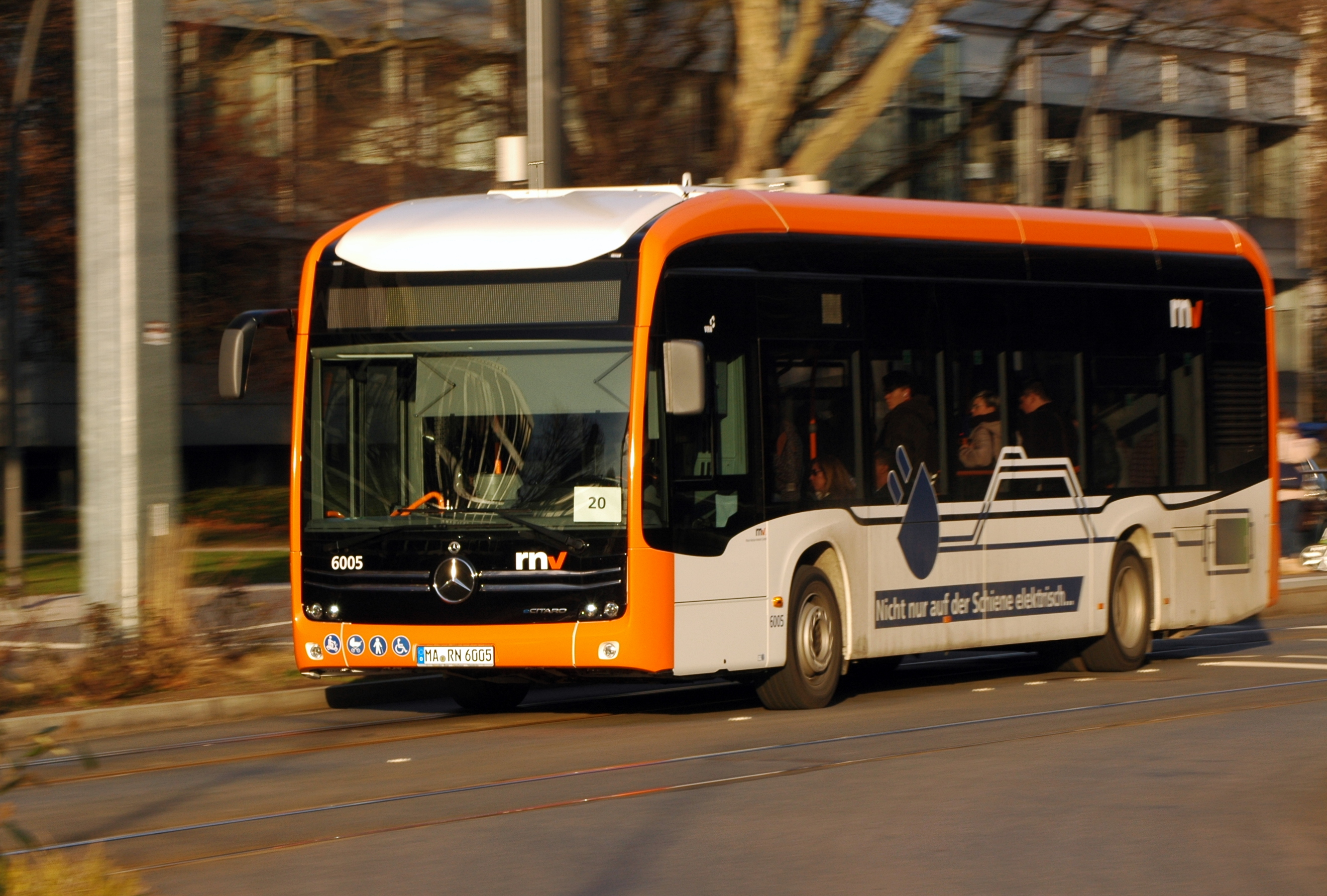
Mercedes-Benz eCitaro

В травні 2011 року представлено друге покоління Mercedes-Benz Citaro, яка позначається як O530 C2. Від попередника модель відрізняється рівнем безпеки. Корпус виконаний з високоякісної сталі, захищеної від корозії. Крім того, двигун має систему для запобігання пожежам. Автобус також був підданий підтяжці обличчя, зовнішній вигляд кузова в передній частині автомобіля і форма фар змінився. Багато елементів було додано, щоб підвищити комфорт роботи водія, наприклад, більш зручне сидіння, електричні штори. Приладова панель також змінилася. Спідометр був змінений на більш сучасний, кермо також змінило свою форму і було оснащено кнопками.

### Citaro hybrid
У другій половині 2017 року на виставці Busworld у бельгійському місті Kortrijk Mercedes представив модель гібридної моделі Citaro. Гібридний привід може використовуватися універсально для кожної версії Citaro (за винятком Citaro G з двигунами OM470 і CapaCity), включаючи NGT версії, що працюють на стисненому природному газі. Використання дизель-електроприводу, згідно з дослідженнями виробника, може дозволити зменшити споживання палива на 8,5%. 12-метровий дизельний автобус був обраний як автобус року 2019 під час тестування автобуса Euro 2018 у Загребі.

### eCitaro
У 2018 році на IAA в Ганновері відбулася прем'єра сімейного автобуса O530 з повністю електричним приводом. Вона характеризується іншою конструкцією передньої частини. Автомобіль має тягові батареї потужністю 243 кВт-год, що дозволяє їздити на одному заряді до 150 км. Зарядка здійснюється за допомогою пантографа.